# Justin Quiles
Justin Rafael Quiles Rivera (Bridgeport, Connecticut, 29 de marzo de 1990) es un cantante y compositor estadounidense. Se especializa en reguetón, aunque su repertorio también incluye géneros como el pop, el trap y el R&B.

## Biografía
Justin Rafael Quiles Rivera nació el 29 de marzo de 1990 en la ciudad de Bridgeport en Connecticut. Tuvo una infancia difícil en Bridgeport por medio de violencia doméstica y como resultado, con su madre y sus hermanos, se mudaron a Aguadilla, Puerto Rico.
Empezó a interesarse por los caminos musicales desde temprana edad. Con la ayuda de amigos y compañeros, consiguió contactar con dueños de estudios de grabación, en una de estas ocasiones, conoció al dúo Genio & Baby Johnny y Bairon Quiles, con el que publicó algunos demos por medio de internet.

## Carrera musical

### 2010–2015: Inicios musicales
Debutó en 2010 con la canción «Algo contigo», con el que logró posicionarse dentro del ámbito musical. Durante los siguientes años, lanzaría canciones como «La nena mía» y «Toma» en 2011, «Putería» y «Quien por ti» en 2012 y «Aumentan los deseos» y «Orgullo» en 2013. La canción «Orgullo» tuvo un video musical y una remezcla con J Balvin en 2014.
En 2014, lanzó la canción «Esta noche», la cual contó con dos remezclas, la primera con J Álvarez y Maluma, lanzada en 2014 y la segunda con Farruko, lanzada en 2015. Presentó su primer EP titulado Carpe diem en 2015 y su segundo EP titulado JQMiliano en 2016. En 2016, lanzó Imperio Nazza: Justin Quiles Edition, el cual fue producido por Musicólogo & Menes y contó con el sencillo «Si el mundo se acabará».

### 2016-2019:La Promesay consolidación musical
Lanzó su primer álbum de estudio titulado La Promesa en 2016, el cual contó con la colaboración de Farruko y en 2017 lanzó «Ropa interior» como sencillo promocional del segundo disco. Canciones como «Monstruo» y «No quiero amarte» con Zion & Lennox fueron lanzados en 2018 como sencillos del próximo disco del exponente.
En 2019 lanzó su segundo álbum de estudio titulado Realidad, el cual contó con las colaboraciones de Zion & Lennox, Nicky Jam, Wisin y Manuel Turizo. Cuenta con el sencillo «DJ no pare», el cual contó con una remezcla con varios artistas y contó con más de 300 millones de reproducciones.

### 2020-presente: «Jeans» yLa última promesa
En 2020, lanzó la canción «Jeans», el cual contaba con más de 100 millones de visitas en Youtube y más de 100 millones de oyentes en Spotify en solo 3 meses. Alcanzó el puesto 20 en la lista global y contó con más de 216 millones de transmisiones combinadas en las plataformas digitales hasta noviembre de ese año. Lanzó canciones como «Ponte pa' mi» y «Pam» con El Alfa y Daddy Yankee en 2020, los cuales alcanzaron millones de oyentes en las plataformas digitales como Spotify y Youtube.
En 2021 lanzó un nuevo sencillo llamado «Loco» junto a Zion & Lennox y Chimbala. El 21 de agosto del mismo año estrenó su tercer álbum de estudio titulado La última promesa, cuenta con colaboraciones de la talla de Maluma, Daddy Yankee, Rauw Alejandro, Sech, Dalex, Lenny Tavarez, entre otros.

## Discografía

### Álbumes de estudio
- 2016: La Promesa
- 2019: Realidad
- 2021: La Última Promesa
- 2024: Permanente

### Mixtapes
- 2016: Imperio Nazza: Justin Quiles Edition

### EP
- 2015: Carpe Diem
- 2016: JQMiliano
- 2019: The Academy (ft. varios artistas)
- 2024: The Academy: Segunda Misión ( ft. varios artistas)

## Premios y nominaciones

### Premios Juventud
| Año  | Trabajo nominado | Categoría                            | Resultado |  |
| ---- | ---------------- | ------------------------------------ | --------- |  |
| 2014 | Justin Quiles    | Balón de oro                         | Nominado  |  |
| 2014 | «Orgullo»        | La más pegajosa                      | Nominado  |  |
| 2014 | «Orgullo»        | Mi Video Favorito                    | Nominado  |  |
| 2014 | Justin Quiles    | Mi Artista Urbano                    | Nominado  |  |
| 2014 | «Orgullo»        | Mi Ringtone Favorito                 | Nominado  |  |
| 2014 | Justin Quiles    | Siganme los buenos                   | Nominado  |  |
| 2018 | Justin Quiles    | Cantante y Compositor Latino del Año | Ganador   |  |
| 2018 | Justin Quiles    | Embajador Humanitario                | Ganador   |  |

### Premios Heat
| Año  | Trabajo nominado   | Categoría                                                   | Resultado | Ref.   |
| ---- | ------------------ | ----------------------------------------------------------- | --------- | ------ |
| 2022 | El mismo           | Mejor Artista Región Norte (Centroamérica, México Y Caribe) | Ganador   | [ 22 ] |
| 2022 | Mejor Colaboración | Loco (ft. Chimbala, Zion & Lennox)                          | Ganador   | [ 22 ] |
| 2022 | Mejor Colaboración | Medallo (ft. Blessd, Lenny Tavárez)                         | Nominado  | [ 22 ] |